# Cerkiew św. Paraskewy w Pętnej
Cerkiew św. Paraskewy w Pętnej – parafialna cerkiew greckokatolicka, znajdująca się w Pętnej, wzniesiona w 1916.
Po 1947 przejęta i użytkowana przez kościół rzymskokatolicki. W 1999 odzyskana przez grekokatolików i odtąd pełni funkcję cerkwi parafialnej. Obecnie współużytkowana także przez rzymskokatolicką parafię w Małastowie.
Cerkiew wraz z dzwonnicą i cmentarzem przycerkiewnym wpisano na listę zabytków w 1987. Drewniana dzwonnica z 1700 została włączona do małopolskiego Szlaku Architektury Drewnianej.

## Galeria

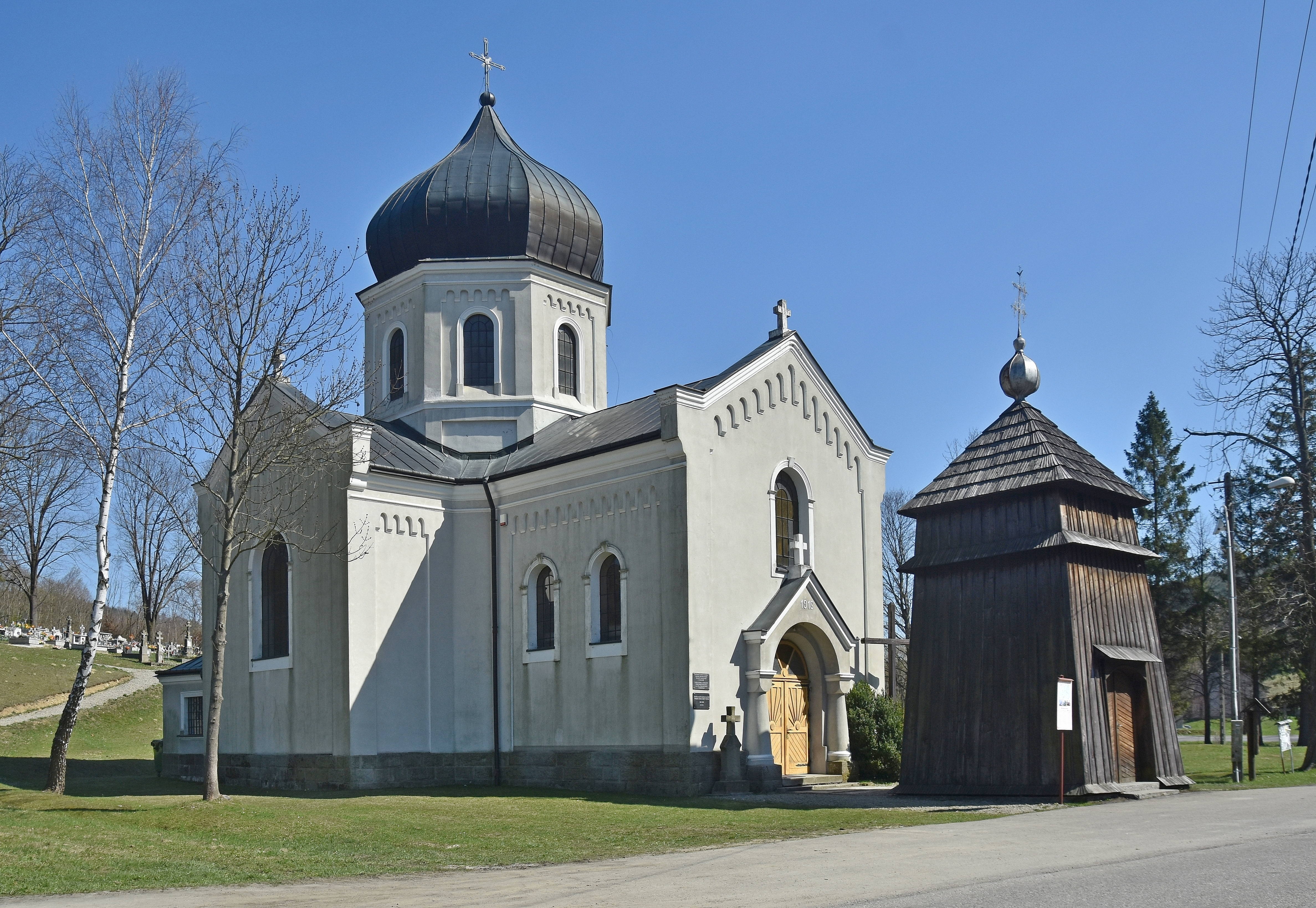
Elewacja zachodnia
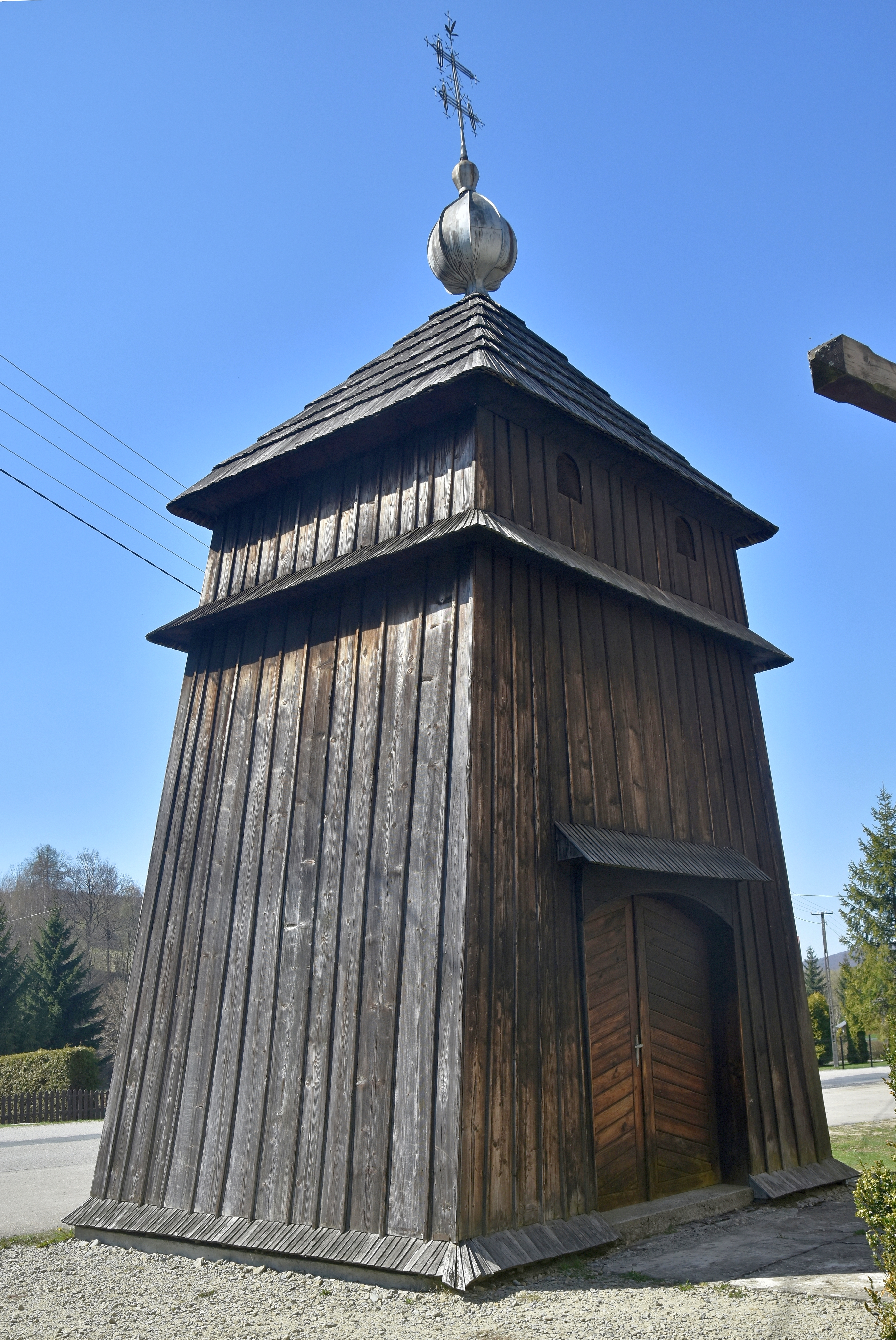
Dzwonnica
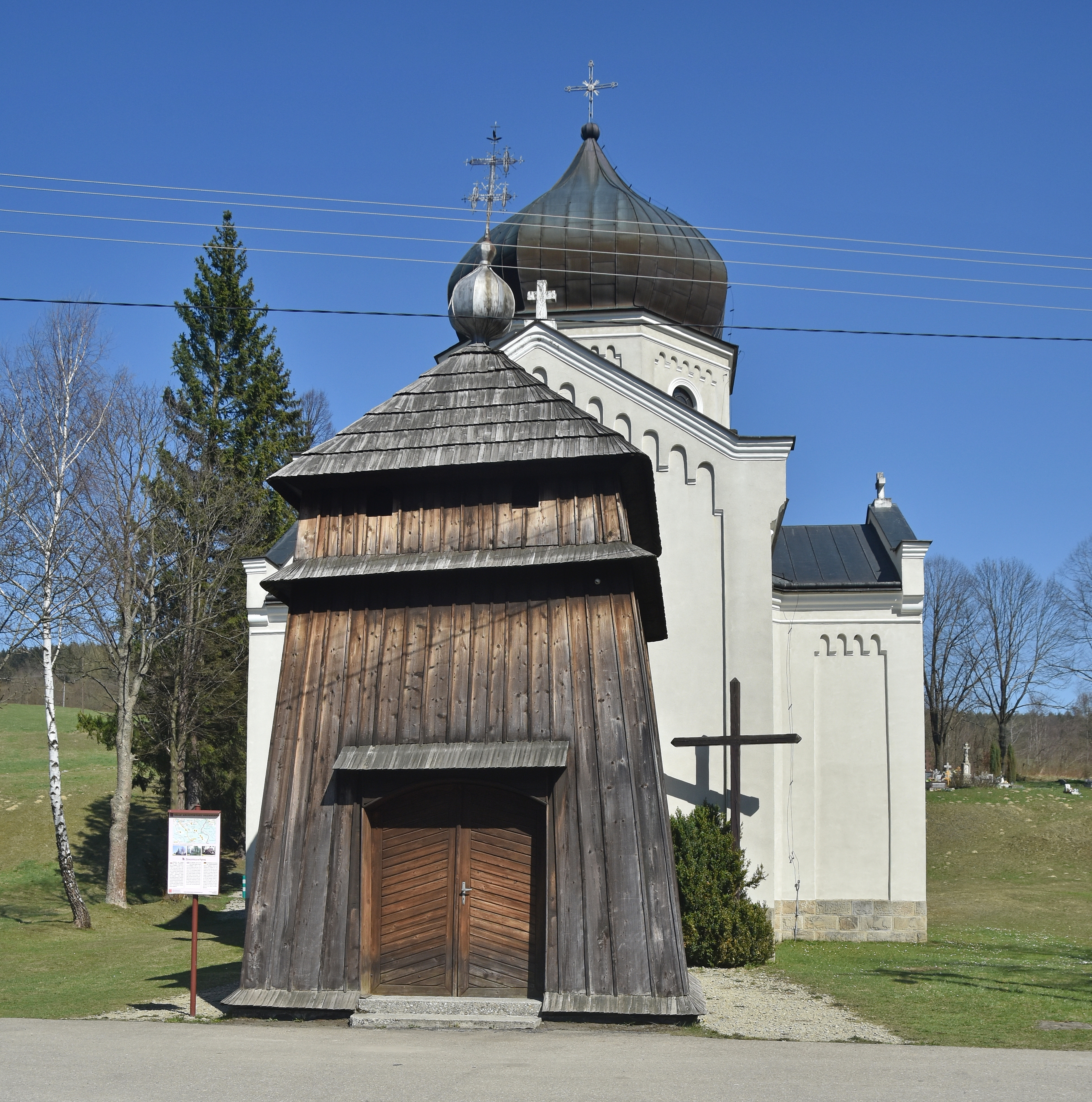
Widok od strony południowej
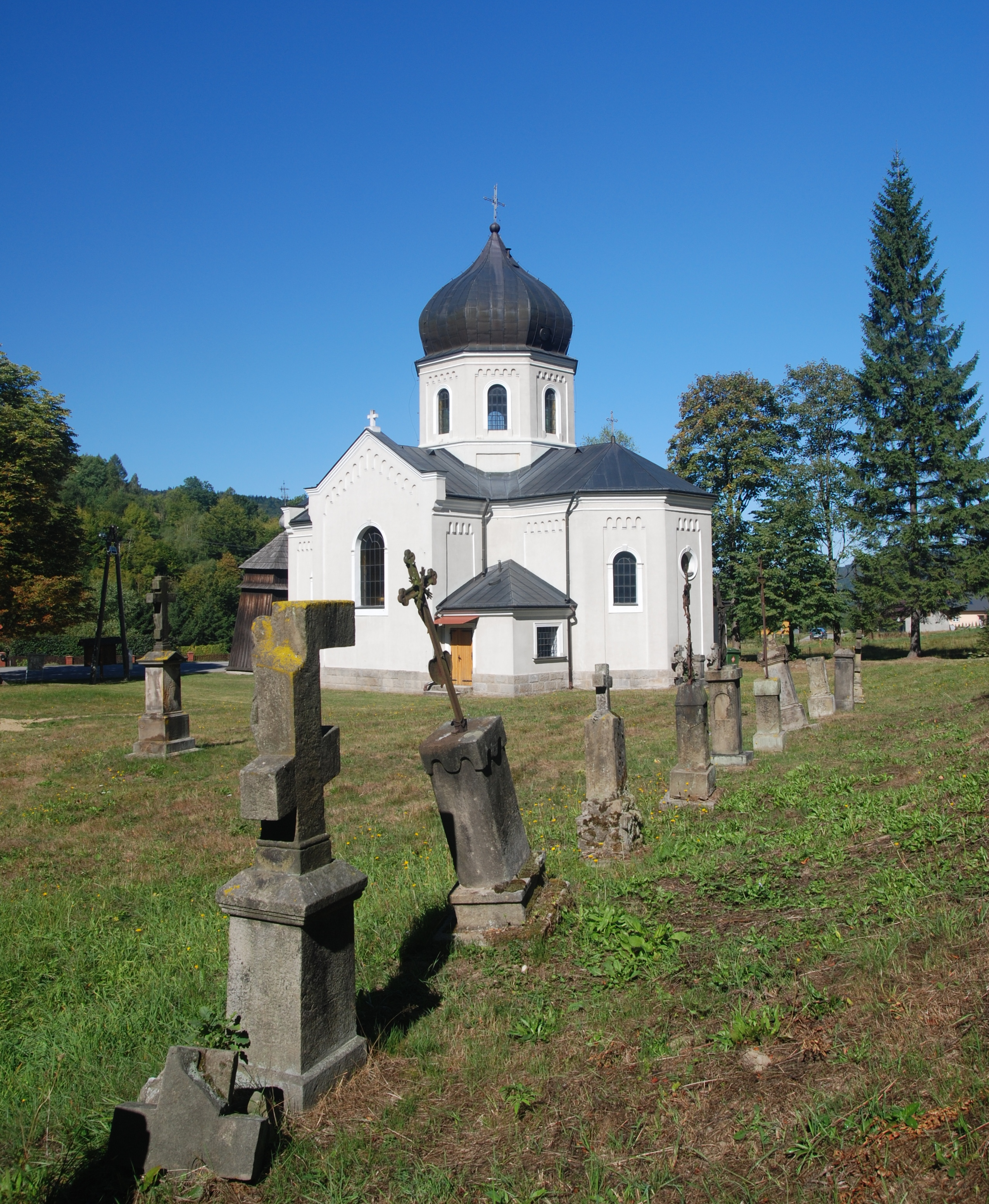
Otoczenie
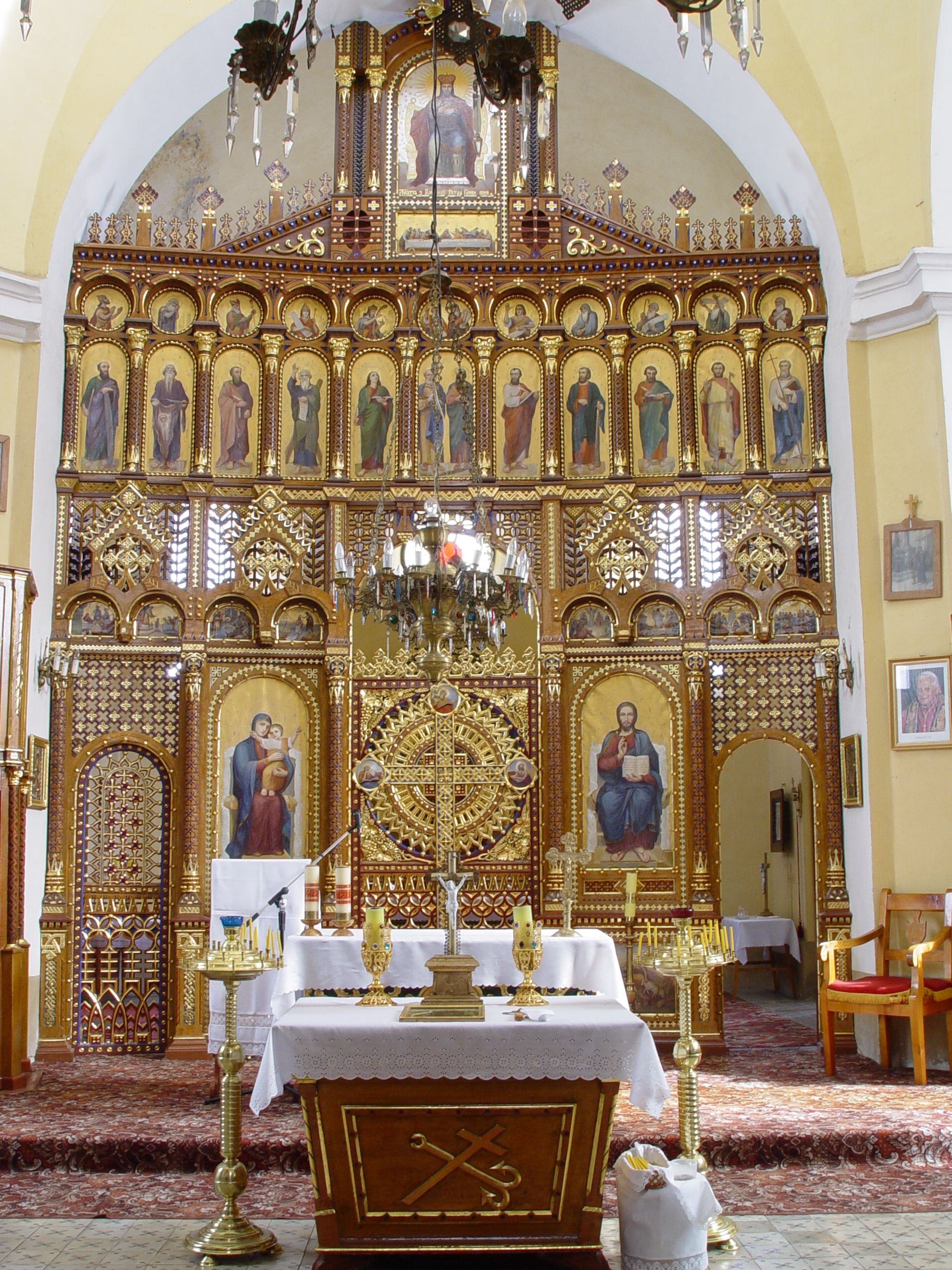
Wnętrze cerkwi
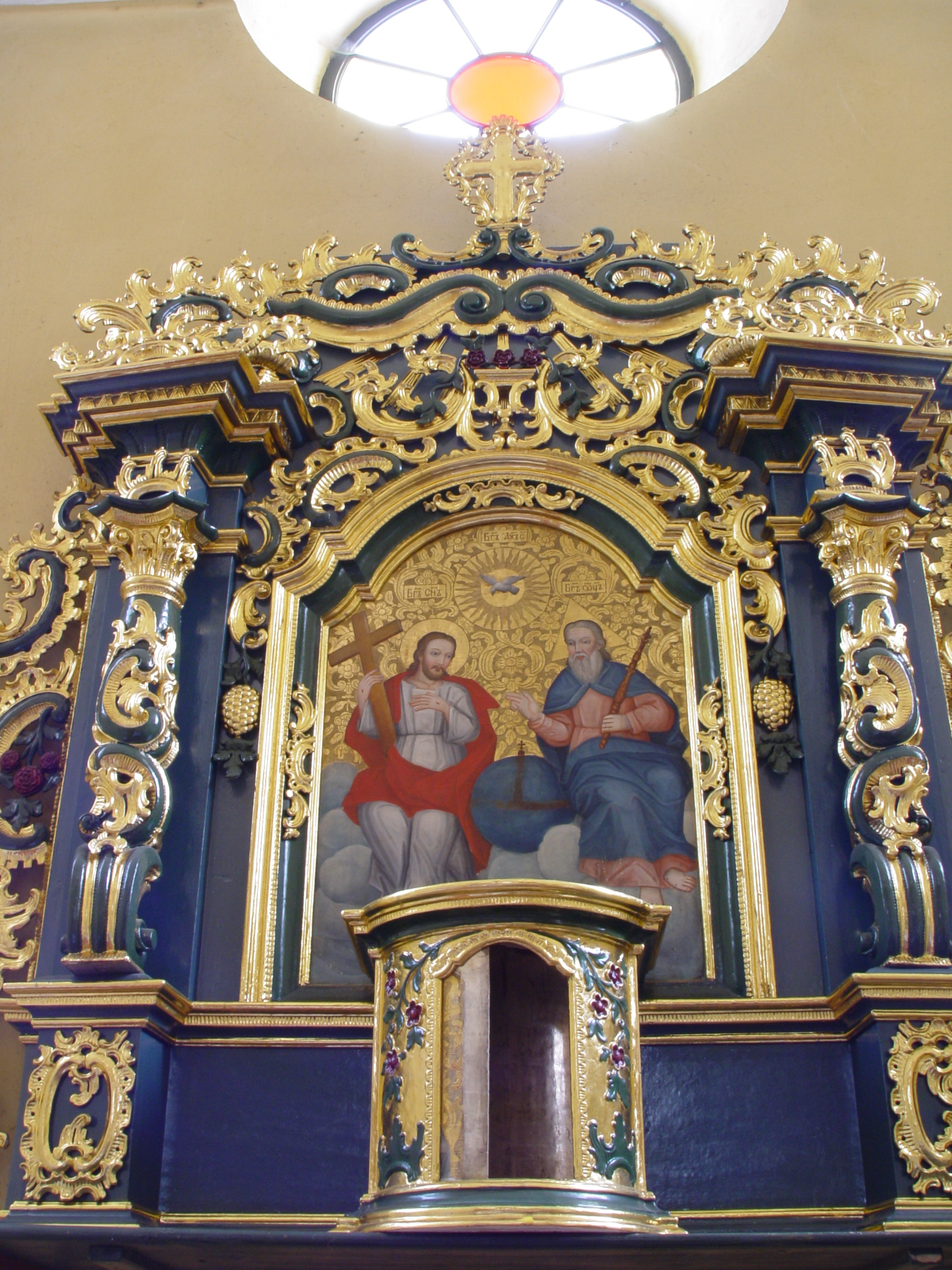
Wnętrze cerkwi